# جيمس ديولف
جيمس ديولف هو تاجر رقيق ‏ وعسكري وسياسي أمريكي، ولد في 18 مارس 1764 في بريستول في الولايات المتحدة، وتوفي في 21 ديسمبر 1837 في نيويورك في الولايات المتحدة. نشط حزبياً في الحزب الجمهوري الديمقراطي.

## مناصب
- انتخب عضو مجلس الشيوخ الأمريكي [الإنجليزية]‏ عن دائرة Rhode Island Class 1 senate seat ‏ خلال فترته النيابية [الإنجليزية]‏ (4 مارس 1825 – 31 أكتوبر 1825).
- انتخب عضو مجلس الشيوخ الأمريكي [الإنجليزية]‏ عن دائرة Rhode Island Class 1 senate seat ‏ وقد انضم خلال فترته النيابية [الإنجليزية]‏ (4 مارس 1823 – 4 مارس 1825) للكتلة البرلمانية الحزب الجمهوري الديمقراطي.
- انتخب عضو مجلس الشيوخ الأمريكي [الإنجليزية]‏ عن دائرة Rhode Island Class 1 senate seat ‏ وقد انضم خلال فترته النيابية [الإنجليزية]‏ (4 مارس 1821 – 4 مارس 1823) للكتلة البرلمانية الحزب الجمهوري الديمقراطي.
- انتخب عضو مجلس الشيوخ الأمريكي [الإنجليزية]‏.